# Streptopogon clavipes
Streptopogon clavipes là một loài rêu trong họ Pottiaceae. Loài này được Spruce ex Mitt. mô tả khoa học đầu tiên năm 1869.